# حبيل مقبل (السياني)

تعديل مصدري - تعديل

حبيل مقبل محلة تابعة لقرية الدمنة، التابعة لعزلة عميد الخارج بمديرية السياني إحدى مديريات محافظة إب في الجمهورية اليمنية.، بلغ تعداد سكانها 336 حسب تعداد اليمن لعام 2004.